# Gentiana satsunanensis
Gentiana satsunanensis är en gentianaväxtart som beskrevs av Takasi Takashi Yamazaki. Gentiana satsunanensis ingår i släktet gentianor, och familjen gentianaväxter. Inga underarter finns listade i Catalogue of Life.